# Микеле Маркети
Микеле Маркети (итал. Michele Marchetti — Тренто, 27. септембар 1994) професионални је италијански хокејаш на леду који игра на позицији нападача. 
Члан је сениорске репрезентације Италије за коју је дебитовао током 2015, а годину дана касније заиграо је и на квалификационом турниру за ЗОИ 2018. године. На светским првенствима дебитовао је на Светском првенству 2017. године. 
Од 2016. игра у дресу екипе Болцана у ЕБЕЛ лиги.
Његова старији брат Стефано такође је професионални хокејаш.